# Czesław Marek

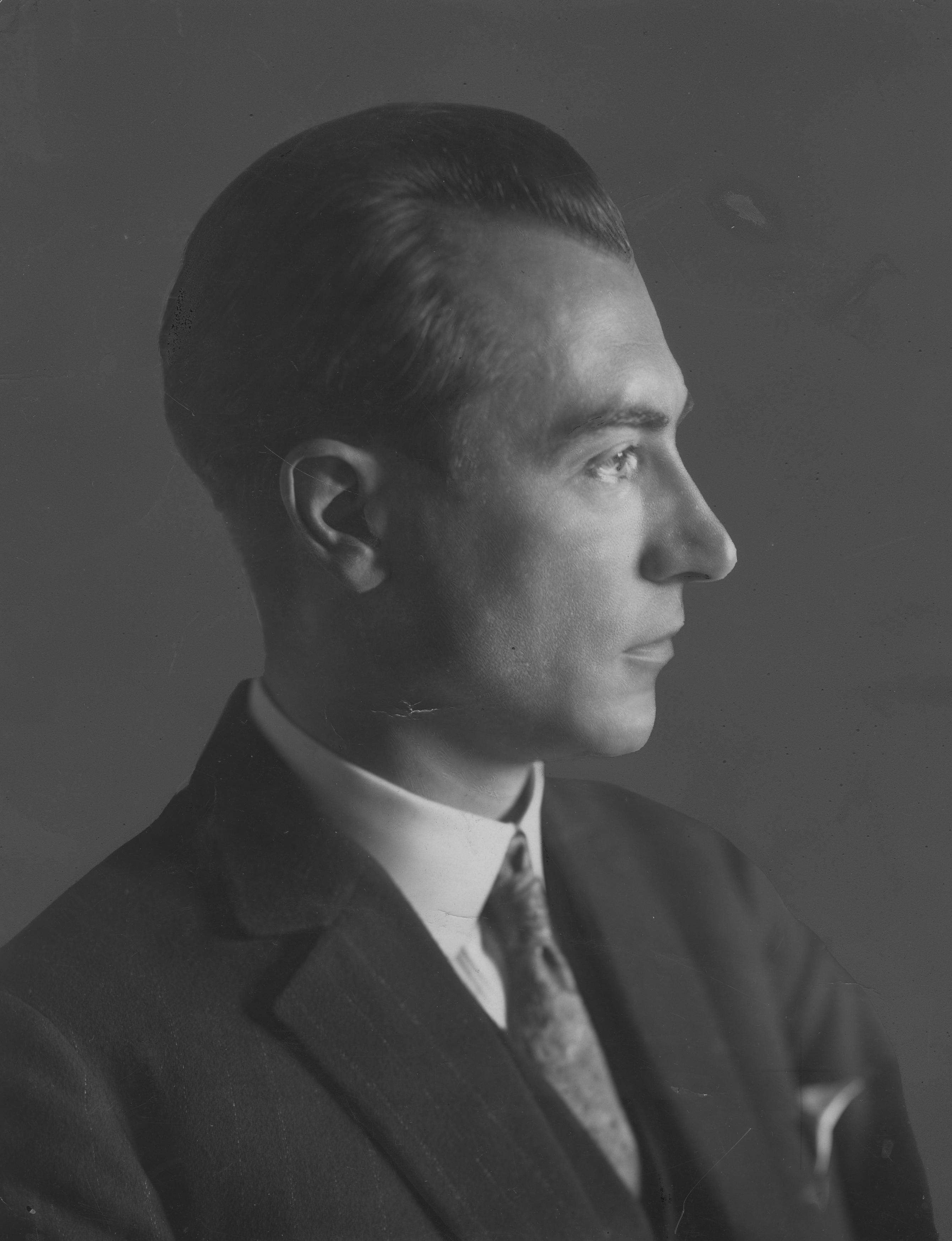
Czesław Marek

Czesław Józef Marek (* 16. September 1891 in Przemyśl, Polen; † 17. Juni 1985 in Zürich) war ein polnischer Komponist, Pianist, Klavierpädagoge und Schriftsteller.

## Leben
Marek wurde 1891 im polnischen Przemyśl geboren. Während seiner Musikstudien war er Schüler von Hermann Graedener, Theodor Leschetizky und Karl Weigl in Wien und von Hans Pfitzner in Straßburg. Von 1916 bis 1919 unterrichtete er am Berrs-Konservatorium in Zürich. Von 1929 bis 1930 leitete er das Konservatorium in Posen, danach lebte er erneut in der Schweiz. Er verstarb 1985 in Zürich.
Marek komponierte eine Sinfonie (3. Preis beim Internationalen Schubert-Wettbewerb 1928) und eine Sinfonietta, eine Orchestersuite, Capriccio und Meditationen für Orchester, kammermusikalische Werke, Chormusik und Lieder.
1972 erschien im Atlantis-Musikbuchverlag seine Lehre des Klavierspiels, in der basierend auf den  Erfahrungen und Erkenntnissen als Pianist und  seines langen musikpädagogischen Wirkens sämtliche Aspekte des Klavierspiels präzise dargestellt sind.